# Fabric
Pour l’article homonyme, voir Fabric (topologie).
Le Fabric est un club de musique électronique britannique situé à Londres. Fondé en 1999, le club acquiert une réputation de lieu incontournable de la nuit londonienne,.
Depuis 2001, Fabric est également un label indépendant qui publie des CD mixés, en live ou non, par des artistes prestigieux du monde entier. On le retrouve dans l'émission Fabric Sessions en résidence sur Paris One DJ Webradios depuis juillet 2009.

## Affaires judiciaires
En été 2016, la mort par overdose de deux jeunes hommes fréquentant le club amène les autorités londoniennes à décider sa fermeture,. L'annonce de cette décision provoque la consternation dans le milieu, ainsi que sur les réseaux sociaux où les internautes s'expriment avec le mot-dièse #SaveFabric (« sauvez Fabric »),. Une pétition adressée au maire de Londres Sadiq Khan (qui affirme avoir fréquenté le club dans sa jeunesse) récolte plus de 150 000 signatures ; la décision de fermer le club est maintenue, au regret de l'élu. Fin 2016, après négociations, la justice londonienne finit par autoriser la réouverture du club à condition d'appliquer un durcissement des règles, y compris : interdiction aux personnes de moins de 19 ans, renforcement des fouilles à l'entrée, exclusion à vie de toute personne prise en possession de drogues,. Le Club est ouvert tous les jours de 10h00 à 17h00.

## Discographie partielle
- FABRIC 01 - Craig Richards - Fabric 01[6]
- FABRIC 20 - John Digweed - Fabric 20
- FABRIC 21 - Swayzak - Fabric 11
- FABRIC 27 - Stacey Pullen - Fabric 14
- FABRIC 45 - Ivan Smagghe - Fabric 23
- FABRIC 49 - Carl Craig - Fabric 25
- FABRIC 63 - Luke Slater - Fabric 32
- FABRIC 67 - Ellen Allien - Fabric 34
- FABRIC 71 - Ricardo Villalobos - Fabric 36
- FABRIC 77 - Robert Hood - Fabric 39
- FABRIC 125 - Levon Vincent - Fabric 63